# Вадовита, Мартин
Мартин Вадовита называемый лат. Vadovius Campinus Martinus, (1567, Вадовице — 27 января 1641, Краков) — польский богослов, священник, религиозный писатель, доктор богословия, вице-канцлер и декан отделения теологии Краковской академии (ныне Ягеллонский университет).

## Биография
Был сыном бедного крестьянина из Вадовиц, поэтому к его имени обычно добавляли прозвище Campinus, то есть сельский.
Обладая большими способностями, с 1583 года учился в краковской академии.
Состоял в католическом монашеском ордене пиаристов.
Прошëл все этапы академической и духовной карьеры — от настоятеля костела Св. Флориана в Кракове до вице-канцлера краковского университета.
Получив в 1590 г. степень магистра искусств, а затем все другие научные звания академии, он сделался сперва её профессором, а потом и вице-канцлером. Степень доктора богословия получил после окончания иезуитского коллегиума в Риме. Но после возвращения на родину выступил в поддержку университета в борьбе против этого ордена.
Когда студенты в 1598 г. напали на Ф. Социна, основателя секты социниан в Польше, сожгли его сочинения и хотели его самого бросить в Вислу, Вадовита спас его от раъяренной толпы.
Жизнь М. Вадовита в течение почти полувека была связана с Академией в Кракове. Деятельность М. Вадовита принесла университету значительное развитие.
Современники ценили его за веселый нрав, обширные знания и интеллект. Одарëнный быстрым умом и памятью, Вадовита  славился как искусный преподаватель философии и богословия и был всеми любим и уважаем.
Папа римский Сикст V таким образом выразился о Вадовите: 

«Eruditio angelica, vox diabolica et mores rusticales» (Знания его ангельские, голос — дьявольский, а обращение — мужицкое).
В 1535 г. король Сигизмунд I за значительный вклад в развитии теологии и как доктору богословия Академии даровал ему шляхетство.
В своем завещании в 1641 году даровал 3000 злотых на содержание польских студенческих бурс, а также родному городу Вадовице — на учреждение там больницы для бедных людей обоих полов и школы.
Умер в Кракове после долгой болезни. Похоронен в костëле Св. Флориана в Кракове.

## Творчество
Автор трактатов на латинском языке, касающихся, между прочим, вопросов воплощения, Свято́го Прича́стия, эсхатологии, аскетизма, природы и свойств Церкви. В спорах с протестантами утверждал, в частности, что истинная Церковь распознается по некоторым внешним характеристикам.

## Избранные сочинения
- Questio de Incarnatione (1603)
- Quaestio de Christi meritis (1604)
- Quaestio de divina voluntate (1608)
- Poemata (1609)
- De hypostasi aeternae felicitatis (1616)
- Disputatio theologica (1620)
- De evidentia misterii (1622)
- Questio de divinissimo Ss Eucharistiae (1626)
- De authoritate ecclesiae (1634)
- Questio de invenienda […] vera […] Ecclesia (1636)
- Questio de visione Beata… (1638).